# Asterotremella albida
Asterotremella albida är en svampart som först beskrevs av C. Ramírez, och fick sitt nu gällande namn av Prillinger, Lopandic & Sugita 2007. Asterotremella albida ingår i släktet Asterotremella och familjen Trichosporonaceae.   Inga underarter finns listade i Catalogue of Life.